# レールベルク
レールベルク (ドイツ語: Lehrberg) は、ドイツ連邦共和国バイエルン州ミッテルフランケンのアンスバッハ郡に属す市場町。

## 地理

### 位置
レールベルクはフランケンヘーエ自然公園内に位置する。

### 自治体の構成
この町は、公式には26の地区 (Ort) からなる。このうち小集落や孤立農場などを除く集落を以下に列記する。
| - バルシュタット - ベルンドルフ - ブールスバッハ - ゲーダールスクリンゲン - グレーフェンブーフ - レールベルク | - オーバーズルツバッハ - シュマラハ - ウンターヘスバッハ - ウンターズルツバッハ - ツァイラハ |

## 歴史
定住するのに適した地形である東部の丘陵地やレーツァト川、ツァイラハ川沿いに人々が入植したのは、紀元6世紀から7世紀頃であった。1059年に聖マルガレータ教会が教会兼住民の防衛施設として建設された。その後数世紀の間、教会は巡礼地として発展し、多くの現存する聖遺物を集め、繁栄の時代を送った。しかしやがて三十年戦争とペストがレールベルクを破壊した。19世紀になると普仏戦争がこの村に打撃を与えた。これらは、2つの世界大戦に匹敵する大きな人的損害をもたらしたのであった。これを記憶するために3つの記念碑が建てられている。

### 2006年9月22日の不運
2006年9月22日の朝8時頃、レールベルクの中心部で大きなガス爆発事故が起こった。この事故で15人が怪我をし、6人が亡くなった。この爆発は、周囲の建物にも損傷を与えた。事故経過の調査は、ガスタンク注入バルブの保守作業員が誤って、ガスを抜く替わりに締め付けてしまったことに起因することを明らかにした。

## 行政

### 議会
議会は、16議席からなる。

## 文化と見所
レールベルガー・カプル（かつての城内礼拝堂の塔趾）

## 経済と社会資本
レールベルクは、ロマンティック・フランケン観光連盟に属している。

### 交通
レールベルクは、アンスバッハの北約7kmの連邦道B13号線沿いに位置している。

## 引用
1. ↑  https://www.statistikdaten.bayern.de/genesis/online?operation=result&code=12411-003r&leerzeilen=false&language=de Genesis-Online-Datenbank des Bayerischen Landesamtes für Statistik Tabelle 12411-003r Fortschreibung des Bevölkerungsstandes: Gemeinden, Stichtag (Einwohnerzahlen auf Grundlage des Zensus 2011)
2. ↑  Bayerische Landesbibliothek Online